# Mens Sana Basket 1871 2016-2017
Questa voce raccoglie le informazioni riguardanti la Mens Sana Basket 1871 nelle competizioni ufficiali della stagione 2016-2017.

## Stagione
La stagione 2016-2017 della Mens Sana Basket 1871
Partecipa al girone Ovest della Serie A2.

## Roster 2016-2017
|    | Naz.                                   | Ruolo | Sportivo               | Anno | Alt. | Peso |     |
| -- | -------------------------------------- | ----- | ---------------------- | ---- | ---- | ---- | --- |
| 00 | Italia (bandiera)                      | G     | Dario Masciarelli      | 1998 | 195  | 95   |     |
| 1  | Stati Uniti (bandiera)                 | G     | K.T. Harrell           | 1992 | 193  | 96   |     |
| 8  | Italia (bandiera)                      | C     | Giovanni Vildera       | 1995 | 205  | 94   |     |
| 10 | Italia (bandiera)                      | P     | Alessandro Cappelletti | 1995 | 186  | 82   |     |
| 12 | Italia (bandiera)                      | G     | Leonardo Ceccarelli    | 1998 | 186  |      |     |
| 14 | Italia (bandiera)                      | P     | Bruno Mascolo          | 1996 | 190  | 79   |     |
| 15 | Italia (bandiera)                      | P     | Lorenzo Saccaggi       | 1992 | 188  | 87   |     |
| 16 | Italia (bandiera)                      | AG    | Simone Flamini         | 1982 | 200  | 94   | Cap |
| 21 | Italia (bandiera)                      | AP    | Lorenzo Bucarelli      | 1998 | 196  | 90   |     |
| 23 | Italia (bandiera)                      | AG    | Tommaso Pichi          | 1996 | 202  | 94   |     |
| 24 | Stati Uniti (bandiera)                 | C     | Mike Myers             | 1992 | 205  | 107  |     |
| 45 | Brasile (bandiera) · Italia (bandiera) | AP    | Jonathan Tavernari     | 1987 | 196  | 106  |     |

### Staff tecnico
- Allenatore: Giulio Griccioli
- Vice allenatore: Matteo Mecacci
- Assistente allenatore: Andrea Monciatti
- Preparatore atletico: Giacomo Sorrentino
- Addetto statistiche: Alberto Collet
- Responsabile Fisioterapia: Stefano Baldanzi
- Fisioterapista: Jacopo Bigliazzi
- Medico: Gilberto Martelli
- Addetto agli arbitri: Gianpaolo Toscano